# 2242 Balaton
2242 Balaton је астероид главног астероидног појаса са средњом удаљеношћу од Сунца која износи 2,208 астрономских јединица (АЈ).
Апсолутна магнитуда астероида је 13,8.